# Боруцкий, Борис Евгеньевич
Борис Евгеньевич Боруцкий (род. 1935) — учёный-геолог, геохимик, лауреат премии имени А. Е. Ферсмана (1983).

## Биография
Родился 8 февраля 1935 года в Москве.
В 1958 году — окончил кафедру минералогии геологического факультета МГУ.
С 1958 году — работал в ИГЕМ РАН, в настоящее время работает в Минералогическом музее имени А. Е. Ферсмана РАН.
В 1970 году — защитил кандидатскую диссертацию, тема: «Химический состав, структурное состояние и генетические особенности щелочных полевых шпатов Хибинского массива».
В 1998 году — защитил докторскую диссертацию, тема: «Типоморфизм минералов высокощелочных магматических комплексов.
Автор стихов о геологах, о Севере.

## Научная деятельность
Профессиональные интересы: минералогия, кристаллохимия, петрология, геохимия и геология щелочных комплексов. Специализируется в области фундаментальной, генетической и региональной минералогии.
Специалист по изучению щелочных полевых шпатов, фельдшпатоидов, щелочных пироксенов и амфиболов, щелочных алюмо-, цирконо- и титаносиликатов.
Детально изучает уникальную минералогию Хибинского массива, используя основные свойства минералов в качестве индикаторов условий формирования пород и руд.
Последовательный сторонник гипотезы постмагматического образования пойкилитовых нефелиновых сиенитов и рудовмещающих уртитов центральной дуги Хибинского массива, что имеет непосредственное отношение и к генезису уникальных апатитовых месторождений.

## Награды
- Премия имени А. Е. Ферсмана (совместно с О. Б. Дудкиным, за 1983 год) — за двухтомную монографию «Минералогия Хибинского массива» (том I — «Магматизм и постмагматические преобразования»; том II — «Минералы»)